# Symulacja (szkolenie)
Symulacja (łac. simulatio "udawanie" od similis "podobny") – jedna z technik szkoleniowych, polegająca na zasymulowaniu określonej sytuacji, w której uczestnik może przećwiczyć nabyte umiejętności oraz sztuczne odtwarzanie właściwości danego obiektu lub zjawiska za pomocą jego modelu. Przykładem jest stosowana np. w kształceniu trenerów lub mówców symulacja wystąpienia publicznego.
Zadaniem osoby ćwiczącej jest przeprowadzić wystąpienie. Pozostali uczestnicy wcielają się w publiczność. Symulując różnorodne zachowania i emocje, umożliwiają ćwiczącemu przetrenowanie w bezpiecznych warunkach tego, co może napotkać podczas prawdziwego wystąpienia publicznego: zakłóceń, oporu, niskiej energii lub dekoncentracji grupy. 
Ćwiczący uczy się tutaj poprzez praktyczne zastosowanie nabytych umiejętności oraz poznają nowe. Osoby symulujące – poprzez obserwację różnorodności zachowań, jakie mogą przejawiać odbiorcy wystąpienia publicznego.